# 보보셰보

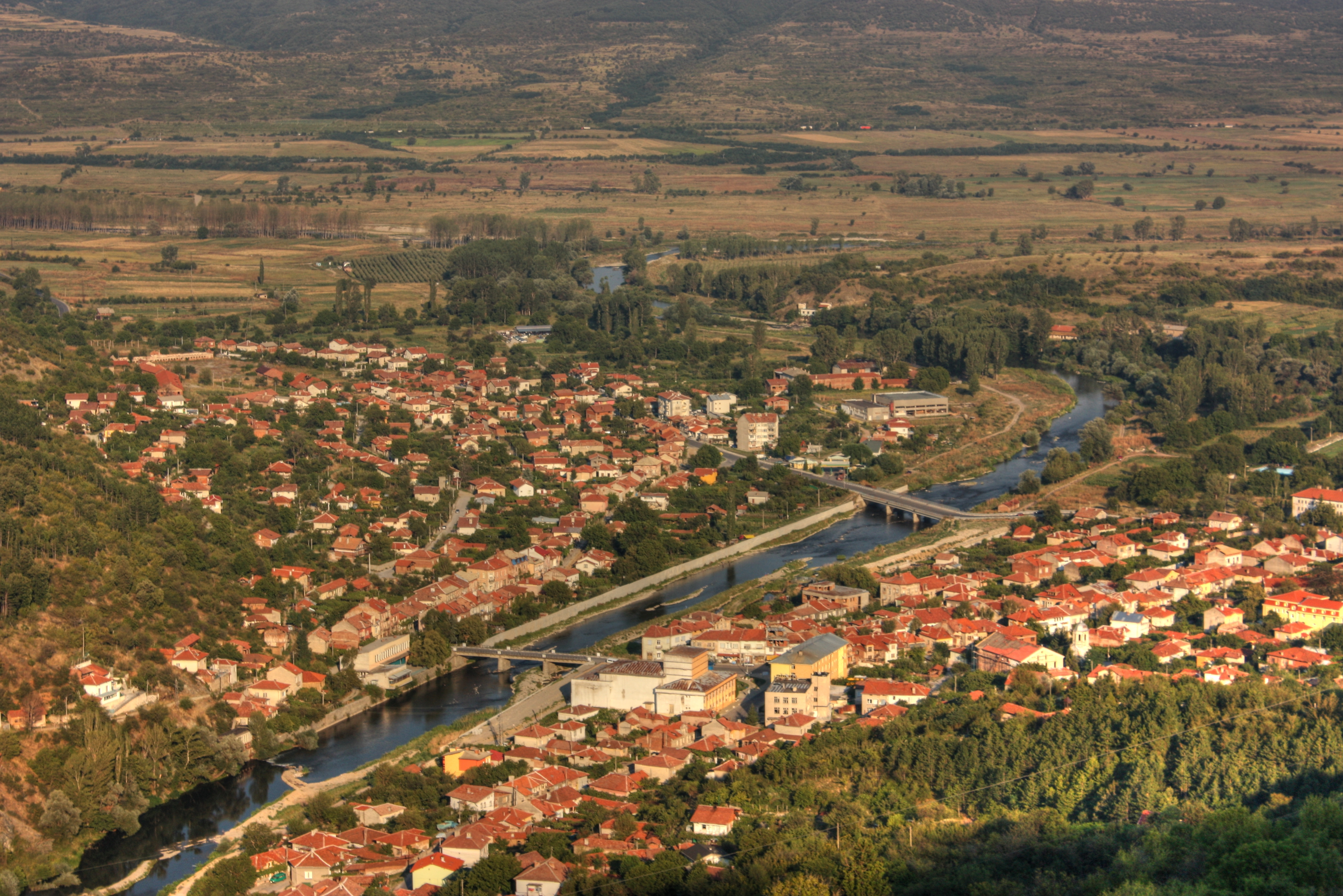
보보셰보 시가지

보보셰보(불가리아어: Бобошево, Boboshevo)는 불가리아 큐스텐딜주의 도시로 높이는 386m, 인구는 1,495명(2004년 12월 15일 기준)이다.
불가리아의 수도인 소피아에서 남쪽으로 약 75km, 불가리아의 대표적인 스키 관광지인 반스코에서 65km 정도 떨어진 곳에 위치하며 소피아와 그리스 국경을 연결하는 도로에서 약 4km 정도 떨어진 곳에 위치한다. 릴라산맥의 남서쪽 산등성이의 낮은 부분, 스트루마강의 비옥한 지대와 접한다.